# 小行星8275
小行星8275（英語：8275 Inca）是一颗围绕太阳公转的小行星。1990年11月11日，艾瑞克·怀特·埃尔斯特在拉西拉天文台发现了此天体。
这颗小行星的绝对星等为87.62663等。